# Merionoeda phoebe
Merionoeda phoebe är en skalbaggsart som beskrevs av Gardner 1939. Merionoeda phoebe ingår i släktet Merionoeda och familjen långhorningar. Inga underarter finns listade i Catalogue of Life.